# میرآب (اردبیل)
میرآب نام روستایی در دهستان اجارود شرقی، بخش موران، شهرستان گرمی، استان اردبیل است. در سرشماری نفوس و مسکن مرکز آمار ایران در سال ۱۳۸۵ خورشیدی به این روستا اشاره شده، ولی جمعیت آن گزارش نشده است.